# SS Meteor
SS Meteor är ett amerikanskt lastfartyg som byggdes år 1896 för trafik på de  stora sjöarna. 
Hon byggdes på American Steel Barge Company i Superior i Wisconsin som det 36 av totalt 44 byggda fartyg med 
skrovformen "whaleback" som utvecklats av den skotska sjökaptenen Alexander McDougall.
Fartyget är försett med valdäck som ger högsta möjliga lastförmåga vid ett givet djupgående och skrovet är anpassat till de trånga slussarna i Sault Ste. Marie på den tiden.

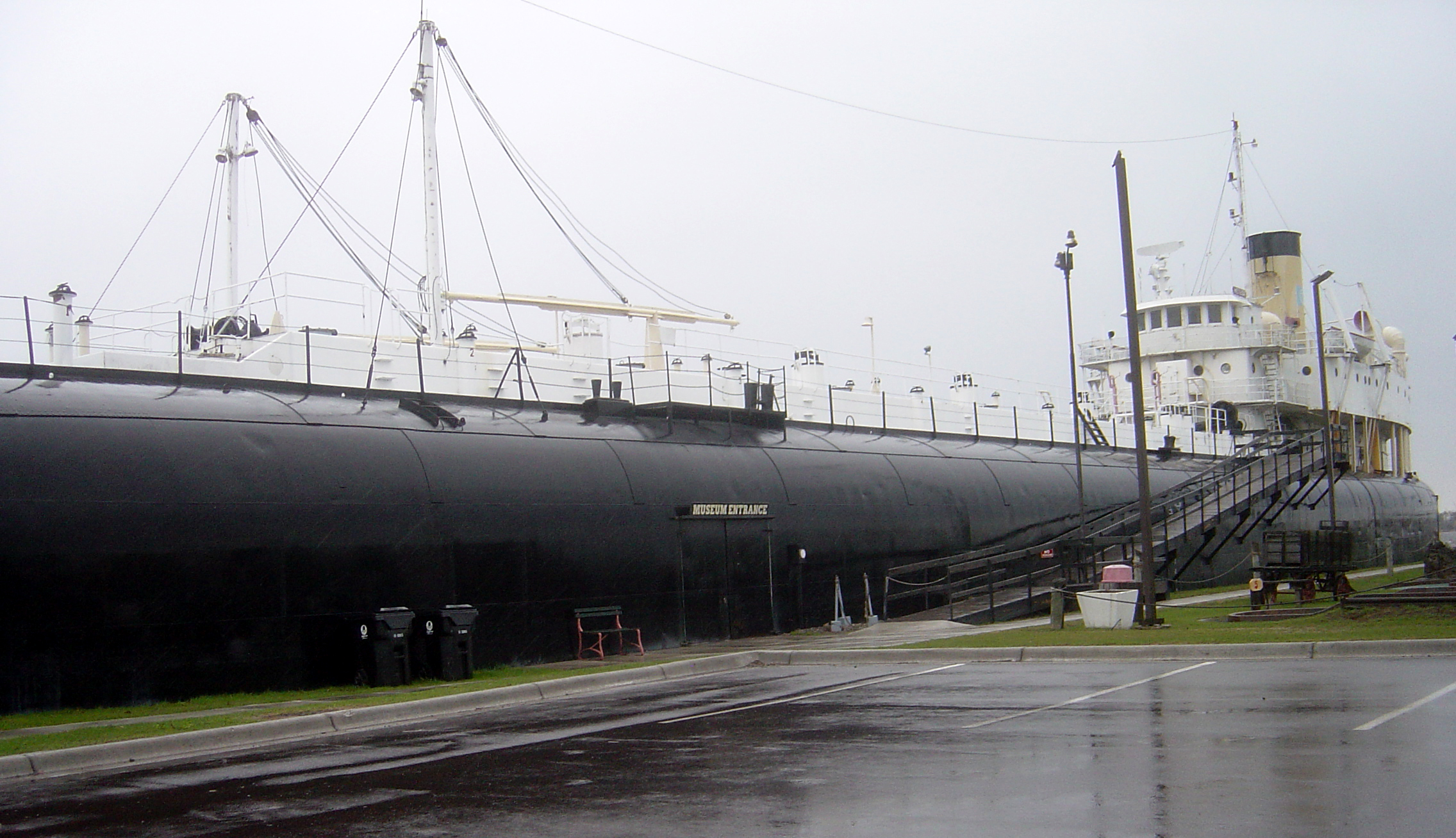
Närbild på skrovet och valdäcket.

Meteor bytte ägare och byggdes  om vid flera tillfällen. Hon transporterade malm, muddermassor och bilar och slutade sin karriär som tankfartyg. Hon lades upp år 1969 och blev museifartyg i Superior år 1973. 
Maskineriet och ångpannan var 
funktionsdugliga och fartyget gjorde korta turer vid flera tillfällen. 
Ångmaskinen har renoverats och drivs sedan 2024 med tryckluft.